# 우리가 쏜 화살은 어디로 갔을까?
《우리가 쏜 화살은 어디로 갔을까?》는 2004년 2월 20일에 MBC에서 방영한 베스트극장이다.

## 등장 인물

### 주요 인물
- 소이현 : 희영 역
- 진구 : 진호 역

### 그 외 인물
- 정원중 : 형사 역
- 이계인 : 희영의 아버지 역
- 경인선 : 서 마담 역
- 한춘일 : 장 사장 역
- 손민우
- 염재욱 : 형사 역
- 김보영 : 연지 역 - 룸살롱 여종업원
- 단강호 : 의사 역
- 주부진 : 주인집 아줌마 역
- 조현신 : 영민 역 - 희영의 아들